# Dinoscaris
Dinoscaris is een geslacht van kevers uit de familie van de loopkevers (Carabidae). De wetenschappelijke naam van het geslacht is voor het eerst geldig gepubliceerd in 1902 door Alluaud.

## Soorten
Het geslacht Dinoscaris omvat de volgende soorten:
- Dinoscaris atrox (Banninger, 1934)
- Dinoscaris cribripennis (Chaudoir, 1843)
- Dinoscaris detriei (Alluaud, 1902)
- Dinoscaris gallienii (Alluaud, 1902)
- Dinoscaris rostrata (Fairmaire, 1905)
- Dinoscaris sicardi (Jeannel, 1946)
- Dinoscaris venator (Chaudoir, 1855)